# Amanti del passato
Amanti del passato è un film del 1953 diretto da Adelchi Bianchi.

## Trama
Una donna uccide il conte Carlo Livraghi, appena sposato con la cugina Roberta, la donna dopo il gesto tenta il suicidio ma non riesce nell'intento. La polizia brancola nel buio perché la donna non vuol dire il suo nome ed è priva di documenti. Il difensore d'ufficio che indaga per conto suo stabilisce che l'assassina è Anna che poi è la nipote del conte Bernardo Livraghi e cugina dell'uomo ucciso. Anni addietro, Anna si era innamorata di un ufficiale e per questo era scappata di casa dello zio per seguirlo. Durante la prima guerra mondiale l'ufficiale è stato dato per disperso ed Anna rimane così da sola con Roberta che è la figlia nata dal rapporto con l'ufficiale. Anna chiede aiuto allo zio Bernardo che la aiuta prendendo con sé la bambina obbligandola però a rinunciare a tutti i diritti sulla bambina. Gli anni passano,  ed Anna viene a sapere che Roberta si sta per sposare con l'ormai non più giovane Carlo. Oramai sposi Anna che non ha potuto evitare il matrimonio tra di loro lo uccide, Roberta viene a sapere da un vecchio servo tutta la verità, ed al processo aiuterà Anna per far sì che i giudici siano più tolleranti con lei.

## Produzione
La pellicola rientra nel filone dei melodrammi sentimentali, popolarmente detto strappalacrime, molto in voga in quel periodo tra il pubblico italiano, poi ribattezzato dalla critica con il termine neorealismo d'appendice.